# Danh sách cầu thủ tham dự Giải bóng đá vô địch quốc gia 2023–24
Dưới đây là đội hình tham dự của các câu lạc bộ tại Giải bóng đá Vô địch Quốc gia 2023–24 tính tới ngày 12 tháng 10 năm 2023.

## Danh sách cầu thủ

### Becamex Bình Dương
Ghi chú: Quốc kỳ chỉ đội tuyển quốc gia được xác định rõ trong điều lệ tư cách FIFA. Các cầu thủ có thể giữ hơn một quốc tịch ngoài FIFA.
| Số | VT | Quốc gia | Cầu thủ                       |
| -- | -- | -------- | ----------------------------- |
| 3  | HV | Việt Nam | Quế Ngọc Hải (đội trưởng 2)   |
| 4  | HV | Brasil   | Janclesio Almeida             |
| 5  | TV | Nigeria  | Joseph Onoja                  |
| 6  | TV | Hoa Kỳ   | Cyrus Tran                    |
| 8  | TV | Việt Nam | Tống Anh Tỷ                   |
| 10 | TĐ | Việt Nam | Hồ Sỹ Giáp                    |
| 11 | TĐ | Việt Nam | Bùi Vĩ Hào                    |
| 12 | TĐ | Việt Nam | Trần Duy Khánh                |
| 14 | TV | Việt Nam | Nguyễn Hải Huy (Đội phó)      |
| 16 | TĐ | Việt Nam | Nguyễn Trần Việt Cường        |
| 17 | HV | Việt Nam | Võ Minh Trọng                 |
| 19 | HV | Việt Nam | Nguyễn Thành Lộc              |
| 20 | HV | Việt Nam | Đoàn Tuấn Cảnh                |
| 21 | TV | Việt Nam | Trần Đình Khương              |
| 22 | TĐ | Việt Nam | Nguyễn Tiến Linh (đội trưởng) |

| Số | VT | Quốc gia | Cầu thủ            |
| -- | -- | -------- | ------------------ |
| 23 | TM | Việt Nam | Vũ Tuyên Quang     |
| 24 | HV | Việt Nam | Trần Hoàng Bảo     |
| 25 | TM | Việt Nam | Trần Minh Toàn     |
| 26 | TĐ | Việt Nam | Huỳnh Tiến Đạt     |
| 27 | TV | Việt Nam | Đoàn Hải Quân      |
| 28 | HV | Việt Nam | Nguyễn Văn Đô      |
| 29 | TV | Việt Nam | Võ Hoàng Minh Khoa |
| 32 | HV | Việt Nam | Trương Dũ Đạt      |
| 34 | HV | Việt Nam | Nguyễn Thành Kiên  |
| 34 | HV | Việt Nam | Lê Quang Hùng      |
| 39 | TV | Việt Nam | Trần Trung Hiếu    |
| 46 | TM | Việt Nam | Phan Minh Thành    |
| 88 | TV | Việt Nam | Bùi Duy Thường     |
| 90 | TĐ | Nigeria  | Charles Atshimene  |

### Công an Hà Nội
Ghi chú: Quốc kỳ chỉ đội tuyển quốc gia được xác định rõ trong điều lệ tư cách FIFA. Các cầu thủ có thể giữ hơn một quốc tịch ngoài FIFA.
| Số | VT | Quốc gia | Cầu thủ                 |
| -- | -- | -------- | ----------------------- |
| 1  | TM | Việt Nam | Nguyễn Filip            |
| 3  | HV | Việt Nam | Huỳnh Tấn Sinh          |
| 4  | HV | Việt Nam | Hồ Tấn Tài (đội trưởng) |
| 5  | HV | Việt Nam | Đoàn Văn Hậu            |
| 6  | HV | Việt Nam | Trương Văn Thiết        |
| 8  | TĐ | Brasil   | Junior Fialho           |
| 9  | TĐ | Brasil   | Jeferson Elias          |
| 11 | TV | Việt Nam | Lê Phạm Thành Long      |
| 12 | TV | Việt Nam | Hoàng Văn Toản          |
| 15 | HV | Việt Nam | Bùi Xuân Thịnh          |
| 16 | HV | Việt Nam | Bùi Tiến Dụng           |
| 17 | HV | Việt Nam | Vũ Văn Thanh            |
| 18 | TĐ | Việt Nam | Hồ Ngọc Thắng           |

| Số | VT | Quốc gia | Cầu thủ                                       |
| -- | -- | -------- | --------------------------------------------- |
| 19 | TV | Việt Nam | Nguyễn Quang Hải                              |
| 20 | TĐ | Việt Nam | Phan Văn Đức                                  |
| 21 | TV | Việt Nam | Phạm Văn Luân                                 |
| 22 | TV | Việt Nam | Trần Văn Trung                                |
| 26 | TV | Việt Nam | Hà Văn Phương                                 |
| 27 | TV | Việt Nam | La Nguyễn Bảo Trung                           |
| 30 | HV | Việt Nam | Hồ Văn Cường (mượn từ Sông Lam Nghệ An)       |
| 33 | TM | Việt Nam | Đỗ Sỹ Huy                                     |
| 47 | TĐ | Việt Nam | Phạm Gia Hưng                                 |
| 68 | HV | Việt Nam | Bùi Hoàng Việt Anh                            |
| 77 | TĐ | Việt Nam | Bùi Ngọc Long (mượn từ Thành phố Hồ Chí Minh) |
| 94 | TĐ | Brasil   | Geovane Magno                                 |
| 98 | HV | Việt Nam | Giáp Tuấn Dương                               |
| —  | TM | Việt Nam | Trần Tấn Lộc (mượn từ PVF-CAND)               |

### Đông Á Thanh Hóa
Ghi chú: Quốc kỳ chỉ đội tuyển quốc gia được xác định rõ trong điều lệ tư cách FIFA. Các cầu thủ có thể giữ hơn một quốc tịch ngoài FIFA.
| Số | VT | Quốc gia | Cầu thủ                      |
| -- | -- | -------- | ---------------------------- |
| 1  | TM | Việt Nam | Nguyễn Thanh Thắng           |
| 2  | TĐ | Việt Nam | Hoàng Đình Tùng              |
| 4  | HV | Úc       | Benjamin Van Meurs           |
| 6  | HV | Việt Nam | Nguyễn Sỹ Nam                |
| 7  | HV | Việt Nam | Nguyễn Thanh Long            |
| 8  | TĐ | Việt Nam | Võ Nguyên Hoàng              |
| 9  | TĐ | Việt Nam | Nguyễn Văn Tùng              |
| 10 | TV | Việt Nam | Lê Văn Thắng (đội phó)       |
| 11 | TĐ | Jamaica  | Rimario Gordon               |
| 12 | TV | Việt Nam | Nguyễn Thái Sơn (đội trưởng) |
| 14 | HV | Việt Nam | Trương Thanh Nam             |
| 15 | HV | Việt Nam | Trịnh Văn Lợi                |
| 16 | HV | Việt Nam | Đinh Tiến Thành              |
| 17 | TV | Việt Nam | Lâm Ti Phông                 |

| Số | VT | Quốc gia | Cầu thủ                     |
| -- | -- | -------- | --------------------------- |
| 18 | HV | Việt Nam | Đinh Viết Tú                |
| 19 | TV | Việt Nam | Lê Quốc Phương              |
| 20 | TV | Việt Nam | Nguyễn Trọng Hùng           |
| 22 | TV | Việt Nam | Vũ Hồng Quân                |
| 23 | TV | Việt Nam | Phạm Trùm Tỉnh              |
| 25 | TM | Việt Nam | Nguyễn Thanh Diệp           |
| 27 | TV | Việt Nam | A Mít                       |
| 28 | TV | Việt Nam | Hoàng Thái Bình             |
| 29 | HV | Việt Nam | Đoàn Ngọc Hà                |
| 30 | TM | Việt Nam | Y Êli Niê (mượn từ Đắk Lắk) |
| 34 | TV | Việt Nam | Doãn Ngọc Tân               |
| 67 | TM | Việt Nam | Trịnh Xuân Hoàng            |
| 88 | TV | Brasil   | Luiz Antonio                |
| 91 | TĐ | Việt Nam | Lê Thanh Bình               |

### Hà Nội
Ghi chú: Quốc kỳ chỉ đội tuyển quốc gia được xác định rõ trong điều lệ tư cách FIFA. Các cầu thủ có thể giữ hơn một quốc tịch ngoài FIFA.
| Số | VT | Quốc gia | Cầu thủ                       |
| -- | -- | -------- | ----------------------------- |
| 2  | HV | Việt Nam | Đỗ Duy Mạnh                   |
| 5  | TM | Việt Nam | Nguyễn Văn Hoàng              |
| 7  | TV | Việt Nam | Phạm Xuân Mạnh                |
| 8  | TV | Việt Nam | Đậu Văn Toàn                  |
| 9  | TĐ | Việt Nam | Phạm Tuấn Hải                 |
| 10 | TĐ | Việt Nam | Nguyễn Văn Quyết (đội trưởng) |
| 14 | TV | Việt Nam | Nguyễn Hai Long               |
| 15 | HV | Việt Nam | Nguyễn Đức Anh                |
| 16 | HV | Việt Nam | Nguyễn Thành Chung            |
| 19 | TV | Việt Nam | Nguyễn Văn Trường             |
| 21 | TV | Việt Nam | Vũ Đình Hai                   |
| 24 | TĐ | Pháp     | Ryan Ha                       |
| 26 | HV | Việt Nam | Đào Văn Nam                   |

| Số | VT | Quốc gia   | Cầu thủ                |
| -- | -- | ---------- | ---------------------- |
| 27 | HV | Việt Nam   | Vũ Tiến Long           |
| 29 | TV | Brasil     | Ewerton                |
| 31 | TM | Việt Nam   | Nguyễn Bá Minh Hiếu    |
| 34 | HV | Luxembourg | Tim Hall               |
| 37 | TM | Việt Nam   | Quan Văn Chuẩn         |
| 45 | HV | Việt Nam   | Lê Văn Xuân            |
| 63 | HV | Việt Nam   | Nguyễn Sỹ Đức          |
| 66 | HV | Việt Nam   | Nguyễn Văn Dũng        |
| 67 | HV | Việt Nam   | Trần Văn Thắng         |
| 70 | TĐ | Brasil     | Denílson               |
| 74 | TV | Việt Nam   | Trương Văn Thái Quý    |
| 88 | TV | Việt Nam   | Đỗ Hùng Dũng (đội phó) |
| 89 | TĐ | Việt Nam   | Nguyễn Văn Tùng        |
| 95 | TĐ | Cameroon   | Diederrick Joel Tagueu |

### Hải Phòng
Ghi chú: Quốc kỳ chỉ đội tuyển quốc gia được xác định rõ trong điều lệ tư cách FIFA. Các cầu thủ có thể giữ hơn một quốc tịch ngoài FIFA.
| Số | VT | Quốc gia | Cầu thủ           |
| -- | -- | -------- | ----------------- |
| 1  | TM | Việt Nam | Nguyễn Đình Triệu |
| 2  | HV | Việt Nam | Nguyễn Anh Hùng   |
| 3  | HV | Việt Nam | Phạm Mạnh Hùng    |
| 5  | HV | Việt Nam | Đặng Văn Tới      |
| 7  | TĐ | Uganda   | Joseph Mpande     |
| 8  | TV | Việt Nam | Martin Lo         |
| 9  | TĐ | Brasil   | Lucão do Break    |
| 11 | TV | Việt Nam | Hồ Minh Dĩ        |
| 14 | HV | Việt Nam | Nguyễn Văn Đạt    |
| 17 | HV | Việt Nam | Phạm Trung Hiếu   |
| 19 | TV | Việt Nam | Lê Mạnh Dũng      |
| 20 | HV | Việt Nam | Dương Văn Khoa    |
| 21 | TV | Việt Nam | Lê Tiến Anh       |
| 22 | TĐ | Pháp     | Arsène Elogo      |

| Số | VT | Quốc gia | Cầu thủ                                      |
| -- | -- | -------- | -------------------------------------------- |
| 23 | HV | Việt Nam | Đàm Tiến Dũng                                |
| 25 | TV | Haiti    | Bicou Bissainthe                             |
| 26 | TM | Việt Nam | Nguyễn Văn Toản                              |
| 27 | HV | Việt Nam | Nguyễn Nhật Minh                             |
| 28 | HV | Việt Nam | Thái Khắc Huy Hoàng                          |
| 30 | TV | Việt Nam | Lương Hoàng Nam                              |
| 31 | HV | Việt Nam | Nguyễn Đình Tùng (mượn từ Hoàng Anh Gia Lai) |
| 36 | TM | Việt Nam | Phạm Văn Luân                                |
| 42 | HV | Việt Nam | A Sân                                        |
| 45 | TV | Việt Nam | Nguyễn Thành Đồng                            |
| 68 | TV | Việt Nam | Nguyễn Trọng Đại                             |
| 77 | TV | Việt Nam | Nguyễn Hữu Sơn                               |
| 79 | TV | Việt Nam | Nguyễn Tuấn Anh                              |
| 91 | HV | Việt Nam | Phạm Hoài Dương                              |
| 97 | TV | Việt Nam | Triệu Việt Hưng                              |
| 99 | TV | Việt Nam | Nguyễn Văn Minh                              |

### LPBank Hoàng Anh Gia Lai
Ghi chú: Quốc kỳ chỉ đội tuyển quốc gia được xác định rõ trong điều lệ tư cách FIFA. Các cầu thủ có thể giữ hơn một quốc tịch ngoài FIFA.
| Số | VT | Quốc gia | Cầu thủ                                   |
| -- | -- | -------- | ----------------------------------------- |
| 1  | TM | Việt Nam | Dương Văn Lợi                             |
| 2  | HV | Việt Nam | Lê Văn Sơn                                |
| 3  | HV | Việt Nam | Trần Quang Thịnh (mượn từ Công an Hà Nội) |
| 5  | HV | Việt Nam | Nguyễn Hữu Anh Tài                        |
| 6  | TV | Việt Nam | Trần Thanh Sơn                            |
| 8  | TV | Việt Nam | Châu Ngọc Quang (đội phó)                 |
| 9  | TĐ | Việt Nam | Đinh Thanh Bình                           |
| 10 | TV | Việt Nam | Trần Minh Vương (đội trưởng)              |
| 15 | HV | Việt Nam | Nguyễn Thanh Nhân                         |
| 17 | HV | Việt Nam | Huỳnh Tấn Tài (mượn từ Công an Hà Nội)    |
| 18 | TV | Việt Nam | Lê Hữu Phước                              |
| 19 | TĐ | Việt Nam | Nguyễn Quốc Việt                          |
| 20 | TV | Việt Nam | Trần Bảo Toàn                             |
| 21 | HV | Việt Nam | Nguyễn Văn Triệu                          |

| Số | VT | Quốc gia | Cầu thủ                                |
| -- | -- | -------- | -------------------------------------- |
| 22 | TV | Brasil   | Gabriel Ferreira                       |
| 24 | TV | Việt Nam | Nguyễn Đức Việt                        |
| 25 | TM | Việt Nam | Trần Trung Kiên                        |
| 27 | TM | Việt Nam | Phan Đình Vũ Hải                       |
| 28 | TV | Việt Nam | Nguyễn Kiên Quyết                      |
| 29 | TV | Việt Nam | Âu Dương Quân                          |
| 33 | TV | Brasil   | Jairo Rodrigues                        |
| 36 | TM | Việt Nam | Bùi Tiến Dũng (mượn từ Công an Hà Nội) |
| 45 | TĐ | Brasil   | João Veras                             |
| 60 | TV | Việt Nam | Võ Đình Lâm                            |
| 62 | HV | Việt Nam | Phan Du Học                            |
| 71 | HV | Việt Nam | A Hoàng                                |
| 86 | TV | Việt Nam | Dụng Quang Nho                         |

### Hồng Lĩnh Hà Tĩnh
Ghi chú: Quốc kỳ chỉ đội tuyển quốc gia được xác định rõ trong điều lệ tư cách FIFA. Các cầu thủ có thể giữ hơn một quốc tịch ngoài FIFA.
| Số | VT | Quốc gia | Cầu thủ                   |
| -- | -- | -------- | ------------------------- |
| 1  | TM | Việt Nam | Nguyễn Thanh Tùng         |
| 2  | HV | Việt Nam | Nguyễn Văn Nhuần          |
| 3  | HV | Việt Nam | Nguyễn Văn Hạnh           |
| 4  | HV | Việt Nam | Lâm Anh Quang             |
| 5  | TV | Việt Nam | Đặng Văn Trâm             |
| 6  | TV | Việt Nam | Ngô Xuân Toàn             |
| 8  | HV | Brasil   | Bruno Ramires             |
| 10 | TV | Việt Nam | Trần Phi Sơn (đội trưởng) |
| 11 | TV | Việt Nam | Trần Đình Tiến            |
| 12 | TV | Việt Nam | Nguyễn Vũ Linh            |
| 14 | TV | Nga      | Viktor Le                 |
| 16 | TV | Việt Nam | Phạm Văn Long             |
| 17 | TV | Việt Nam | Trần Văn Bửu              |
| 18 | TĐ | Việt Nam | Vũ Quang Nam              |

| Số | VT | Quốc gia       | Cầu thủ                               |
| -- | -- | -------------- | ------------------------------------- |
| 20 | HV | Việt Nam       | Nguyễn Xuân Hùng                      |
| 21 | TV | Việt Nam       | Nguyễn Văn Huy                        |
| 23 | TV | Việt Nam       | Hồ Sỹ Sâm                             |
| 24 | TV | Việt Nam       | Lương Xuân Trường (mượn từ Hải Phòng) |
| 26 | TV | Việt Nam       | Bùi Văn Đức                           |
| 29 | TM | Việt Nam       | Dương Tùng Lâm                        |
| 30 | HV | Việt Nam       | Vũ Viết Triều                         |
| 33 | TĐ | Việt Nam       | Tạ Việt Sơn                           |
| 38 | HV | Việt Nam       | Nguyễn Ngọc Thắng                     |
| 45 | HV | Việt Nam       | Dương Văn Kiên                        |
| 89 | TV | Việt Nam       | Nguyễn Trọng Hoàng                    |
| 91 | TĐ | Sénégal        | Abdoulaye Diallo                      |
| 99 | TĐ | Cộng hòa Congo | Prince Ibara                          |

### Khánh Hòa
Ghi chú: Quốc kỳ chỉ đội tuyển quốc gia được xác định rõ trong điều lệ tư cách FIFA. Các cầu thủ có thể giữ hơn một quốc tịch ngoài FIFA.
| Số | VT | Quốc gia     | Cầu thủ               |
| -- | -- | ------------ | --------------------- |
| 3  | HV | Việt Nam     | Đoàn Công Thành       |
| 4  | HV | Sierra Leone | Alie Sesay            |
| 7  | TV | Việt Nam     | Nguyễn Thành Nhân     |
| 8  | TV | Việt Nam     | Lê Duy Thanh          |
| 10 | TĐ | Việt Nam     | Nguyễn Hoàng Quốc Chí |
| 13 | TM | Việt Nam     | Nguyễn Hoài Anh       |
| 14 | TV | Việt Nam     | Lê Nguyễn Thanh Vị    |
| 19 | TĐ | Việt Nam     | Dương Đoàn Công Hậu   |
| 20 | TĐ | Việt Nam     | Trần Văn Tùng         |
| 22 | TV | Haiti        | Watz Landy Leazard    |
| 23 | HV | Việt Nam     | Trần Trọng Hiếu       |
| 26 | TM | Việt Nam     | Nguyễn Tuấn Mạnh      |
| 28 | TV | Việt Nam     | Nguyễn Văn Hiệp       |

| Số | VT | Quốc gia | Cầu thủ             |
| -- | -- | -------- | ------------------- |
| 29 | HV | Việt Nam | Bùi Nguyễn Tấn Kiệt |
| 30 | TV | Việt Nam | Nguyễn Đức Cường    |
| 32 | TĐ | Brasil   | Douglas Coutinho    |
| 35 | HV | Việt Nam | Nguyễn Duy Dương    |
| 37 | HV | Việt Nam | Nguyễn Minh Lợi     |
| 47 | TĐ | Việt Nam | Hổ                  |
| 52 | TV | Việt Nam | Huỳnh Nhật Tân      |
| 55 | HV | Việt Nam | Hứa Quốc Thắng      |
| 77 | HV | Việt Nam | Đỗ Trường Trân      |
| 79 | HV | Việt Nam | Trần Khánh Dũng     |
| 88 | TĐ | Việt Nam | Trần Đình Kha       |
| 93 | TM | Việt Nam | Võ Ngọc Cường       |

### Quảng Nam
Ghi chú: Quốc kỳ chỉ đội tuyển quốc gia được xác định rõ trong điều lệ tư cách FIFA. Các cầu thủ có thể giữ hơn một quốc tịch ngoài FIFA.
| Số | VT | Quốc gia | Cầu thủ                       |
| -- | -- | -------- | ----------------------------- |
| 1  | TM | Việt Nam | Nguyễn Văn Công               |
| 3  | HV | Việt Nam | Trần Ngọc Hiệp                |
| 4  | HV | Việt Nam | Nguyễn Tăng Tiến              |
| 6  | TV | Việt Nam | Lê Hải Đức (mượn từ Hà Nội)   |
| 7  | TĐ | Việt Nam | Nguyễn Đình Bắc               |
| 8  | TV | Việt Nam | Phan Thanh Hậu                |
| 9  | TĐ | Việt Nam | Lê Văn Nam                    |
| 10 | TV | Việt Nam | Mạch Ngọc Hà (mượn từ Hà Nội) |
| 11 | TV | Việt Nam | Nguyễn Văn Trạng              |
| 12 | HV | Việt Nam | Trần Hoàng Hưng               |
| 14 | TĐ | Brasil   | Yago Ramos                    |
| 16 | HV | Việt Nam | Mạc Đức Việt Anh              |
| 17 | TV | Việt Nam | Cao Xuân Thắng                |
| 18 | TV | Việt Nam | Võ Văn Toàn                   |
| 20 | HV | Việt Nam | Nguyễn Tiến Duy               |

| Số | VT | Quốc gia | Cầu thủ                          |
| -- | -- | -------- | -------------------------------- |
| 21 | TV | Việt Nam | Nguyễn Đình Mạnh                 |
| 23 | HV | Việt Nam | Nguyễn Văn Ngọc (mượn từ Hà Nội) |
| 24 | TV | Việt Nam | Nguyễn Văn Ka                    |
| 25 | TĐ | Việt Nam | Lê Xuân Tú (mượn từ Hà Nội)      |
| 26 | TM | Việt Nam | Tống Đức An                      |
| 28 | TV | Việt Nam | Phù Trung Phong                  |
| 29 | TĐ | Việt Nam | Ngân Văn Đại                     |
| 30 | TĐ | Brasil   | Paulo Conrado                    |
| 34 | TM | Việt Nam | Nguyễn Tiến Mạnh                 |
| 36 | HV | Việt Nam | Nguyễn Vũ Hoàng Dương            |
| 37 | HV | Việt Nam | Võ Ngọc Đức                      |
| 39 | TĐ | Việt Nam | Hoàng Vũ Samson                  |
| 47 | TV | Đan Mạch | Trương Quốc Minh                 |
| 66 | HV | Nigeria  | Stephen Eze                      |
| 98 | TV | Việt Nam | Hoàng Thế Tài                    |

### MerryLand Quy Nhơn Bình Định
Ghi chú: Quốc kỳ chỉ đội tuyển quốc gia được xác định rõ trong điều lệ tư cách FIFA. Các cầu thủ có thể giữ hơn một quốc tịch ngoài FIFA.
| Số | VT | Quốc gia | Cầu thủ               |
| -- | -- | -------- | --------------------- |
| 1  | TM | Việt Nam | Đặng Văn Lâm          |
| 2  | HV | Việt Nam | Nguyễn Hùng Thiện Đức |
| 3  | HV | Brasil   | Marlon Rangel         |
| 4  | HV | Việt Nam | Phan Ngọc Tín         |
| 8  | TV | Việt Nam | Mạc Hồng Quân         |
| 9  | TĐ | Việt Nam | Hà Đức Chinh          |
| 10 | TV | Brasil   | Léo Artur             |
| 12 | HV | Việt Nam | Trần Đình Trọng       |
| 14 | TV | Việt Nam | Đỗ Văn Thuận (C)      |
| 15 | HV | Việt Nam | Vũ Xuân Cường         |
| 16 | TV | Việt Nam | Đinh Thành Luân       |
| 18 | HV | Việt Nam | Nguyễn Văn Đức        |
| 19 | HV | Việt Nam | Adriano Schmidt       |
| 20 | TĐ | Việt Nam | Đào Gia Việt          |

| Số | VT | Quốc gia | Cầu thủ                                |
| -- | -- | -------- | -------------------------------------- |
| 23 | TV | Việt Nam | Cao Văn Triền                          |
| 24 | TM | Việt Nam | Nguyễn Mạnh Cường                      |
| 26 | TM | Việt Nam | Trần Đình Minh Hoàng                   |
| 28 | TV | Việt Nam | Nguyễn Đức Hữu                         |
| 29 | TV | Việt Nam | Nguyễn Võ Minh Hiếu                    |
| 66 | TV | Việt Nam | Vũ Minh Tuấn                           |
| 67 | TĐ | Việt Nam | Ngô Hồng Phước                         |
| 72 | TĐ | Brasil   | Alan Sebastião                         |
| 77 | TV | Việt Nam | Nghiêm Xuân Tú                         |
| 88 | TV | Việt Nam | Phạm Văn Thành                         |
| 91 | TM | Việt Nam | Huỳnh Tuấn Linh                        |
| 94 | HV | Việt Nam | Trịnh Đức Lợi (mượn từ Công an Hà Nội) |
| 98 | HV | Việt Nam | Phạm Minh Nghĩa                        |

### Sông Lam Nghệ An
Ghi chú: Quốc kỳ chỉ đội tuyển quốc gia được xác định rõ trong điều lệ tư cách FIFA. Các cầu thủ có thể giữ hơn một quốc tịch ngoài FIFA.
| Số | VT | Quốc gia | Cầu thủ           |
| -- | -- | -------- | ----------------- |
| 1  | TM | Việt Nam | Nguyễn Văn Việt   |
| 2  | HV | Việt Nam | Vương Văn Huy     |
| 3  | HV | Việt Nam | Lê Nguyên Hoàng   |
| 5  | HV | Việt Nam | Lê Văn Thành      |
| 6  | HV | Việt Nam | Trần Đình Hoàng   |
| 7  | TĐ | Nigeria  | Michael Olaha     |
| 10 | TV | Việt Nam | Đinh Xuân Tiến    |
| 11 | TV | Việt Nam | Trần Mạnh Quỳnh   |
| 12 | HV | Việt Nam | Bùi Thanh Đức     |
| 14 | TV | Việt Nam | Nguyễn Văn Việt   |
| 15 | HV | Việt Nam | Hồ Khắc Lương     |
| 16 | TV | Việt Nam | Nguyễn Quang Vinh |
| 17 | TV | Việt Nam | Trần Nam Hải      |
| 18 | TĐ | Việt Nam | Hồ Phúc Tịnh      |
| 19 | HV | Việt Nam | Phan Bá Quyền     |

| Số | VT | Quốc gia | Cầu thủ                                  |
| -- | -- | -------- | ---------------------------------------- |
| 20 | TĐ | Việt Nam | Ngô Văn Lương                            |
| 21 | TĐ | Việt Nam | Phan Xuân Đại                            |
| 22 | TĐ | Việt Nam | Nguyễn Xuân Bình                         |
| 23 | HV | Việt Nam | Mai Sỹ Hoàng                             |
| 24 | TV | Việt Nam | Lê Văn Quý                               |
| 25 | TM | Việt Nam | Trần Văn Tiến                            |
| 26 | TM | Việt Nam | Cao Văn Bình                             |
| 27 | TV | Việt Nam | Ngô Văn Bắc                              |
| 28 | TV | Việt Nam | Nguyễn Văn Bách                          |
| 29 | TV | Việt Nam | Đặng Quang Tú                            |
| 33 | TV | Việt Nam | Phan Văn Thành                           |
| 37 | TV | Việt Nam | Đặng Văn Lắm                             |
| 38 | TĐ | Việt Nam | Lê Đình Long Vũ                          |
| 70 | TĐ | Nigeria  | Raphael Success (mượn từ Công an Hà Nội) |
| 95 | HV | Croatia  | Mario Zebic                              |

### Thép Xanh Nam Định
Ghi chú: Quốc kỳ chỉ đội tuyển quốc gia được xác định rõ trong điều lệ tư cách FIFA. Các cầu thủ có thể giữ hơn một quốc tịch ngoài FIFA.
| Số | VT | Quốc gia | Cầu thủ               |
| -- | -- | -------- | --------------------- |
| 2  | HV | Việt Nam | Đinh Xuân Khải        |
| 3  | TV | Việt Nam | Dương Thanh Hào       |
| 4  | TĐ | Brasil   | Lucas Alves           |
| 5  | HV | Việt Nam | Hoàng Văn Khánh       |
| 6  | TV | Việt Nam | Phạm Đức Huy          |
| 7  | HV | Việt Nam | Nguyễn Phong Hồng Duy |
| 8  | TV | Việt Nam | Nguyễn Đình Sơn       |
| 9  | TĐ | Việt Nam | Nguyễn Văn Toàn       |
| 10 | TV | Brasil   | Hendrio Araujo        |
| 12 | TV | Việt Nam | Hồ Khắc Ngọc          |
| 13 | HV | Việt Nam | Trần Văn Kiên         |
| 14 | TĐ | Brasil   | Rafaelson             |
| 16 | HV | Việt Nam | Lê Ngọc Bảo           |
| 17 | HV | Việt Nam | Nguyễn Văn Vĩ         |
| 18 | TV | Việt Nam | Đoàn Thanh Trường     |

| Số | VT | Quốc gia | Cầu thủ           |
| -- | -- | -------- | ----------------- |
| 19 | TV | Việt Nam | Trần Văn Đạt      |
| 21 | TV | Việt Nam | Nguyễn Tuấn Anh   |
| 22 | TĐ | Việt Nam | Hoàng Minh Tuấn   |
| 23 | TM | Việt Nam | Lê Vũ Phong       |
| 26 | TM | Việt Nam | Trần Nguyên Mạnh  |
| 27 | TĐ | Việt Nam | Trần Ngọc Sơn     |
| 28 | TV | Việt Nam | Tô Văn Vũ         |
| 29 | TM | Việt Nam | Trần Đức Dũng     |
| 32 | HV | Việt Nam | Ngô Đức Huy       |
| 37 | TV | Việt Nam | Trần Văn Công     |
| 66 | HV | Việt Nam | Đỗ Thanh Thịnh    |
| 77 | TV | Việt Nam | Mai Xuân Quyết    |
| 82 | TM | Việt Nam | Trần Liêm Điều    |
| 88 | TV | Việt Nam | Lý Công Hoàng Anh |
| 91 | TĐ | Việt Nam | Nguyễn Văn Anh    |

### Thành phố Hồ Chí Minh
Tính đến 12 tháng 10 năm 2023
Ghi chú: Quốc kỳ chỉ đội tuyển quốc gia được xác định rõ trong điều lệ tư cách FIFA. Các cầu thủ có thể giữ hơn một quốc tịch ngoài FIFA.
| Số | VT | Quốc gia    | Cầu thủ                    |
| -- | -- | ----------- | -------------------------- |
| 2  | HV | Việt Nam    | Ngô Tùng Quốc (Đội trưởng) |
| 3  | HV | Việt Nam    | Nguyễn Thanh Thảo          |
| 4  | HV | Việt Nam    | Lê Cao Hoài An             |
| 5  | HV | Việt Nam    | Nguyễn Minh Tùng           |
| 6  | TV | Việt Nam    | Võ Huy Toàn                |
| 8  | TV | Việt Nam    | Nguyễn Vũ Tín              |
| 9  | TĐ | Việt Nam    | Hồ Tuấn Tài                |
| 10 | TV | Bờ Biển Ngà | Cheick Timité              |
| 11 | TV | Việt Nam    | Lâm Thuận                  |
| 14 | TV | Việt Nam    | Lê Trung Vinh              |
| 15 | HV | Việt Nam    | Uông Ngọc Tiến             |
| 16 | TV | Việt Nam    | Nguyễn Thanh Khôi          |
| 17 | TV | Việt Nam    | Nguyễn Minh Trung          |
| 19 | TĐ | Việt Nam    | Nguyễn Ngọc Hậu            |

| Số | VT | Quốc gia | Cầu thủ                                         |
| -- | -- | -------- | ----------------------------------------------- |
| 20 | TV | Việt Nam | Chu Văn Kiên                                    |
| 21 | TV | Việt Nam | Đào Quốc Gia                                    |
| 22 | HV | Việt Nam | Võ Hữu Việt Hoàng                               |
| 23 | TV | Việt Nam | Hoàng Vĩnh Nguyên                               |
| 25 | TM | Việt Nam | Phạm Hữu Nghĩa                                  |
| 27 | TV | Việt Nam | Phan Nhật Thanh Long                            |
| 28 | HV | Việt Nam | Trần Hoàng Phúc                                 |
| 29 | TV | Việt Nam | Nguyễn Hạ Long                                  |
| 38 | TM | Việt Nam | Đặng Ngọc Tuấn                                  |
| 43 | HV | Brasil   | Brendon Lucas                                   |
| 77 | HV | Việt Nam | Sầm Ngọc Đức (mượn từ Công an Hà Nội) (Đội phó) |
| 89 | TM | Slovakia | Patrik Lê Giang (mượn từ Công an Hà Nội)        |
| 90 | TĐ | Colombia | Santiago Patiño                                 |

### Thể Công – Viettel
Ghi chú: Quốc kỳ chỉ đội tuyển quốc gia được xác định rõ trong điều lệ tư cách FIFA. Các cầu thủ có thể giữ hơn một quốc tịch ngoài FIFA.
| Số | VT | Quốc gia   | Cầu thủ                    |
| -- | -- | ---------- | -------------------------- |
| 1  | TM | Việt Nam   | Ngô Xuân Sơn               |
| 2  | HV | Việt Nam   | Vũ Văn Quyết               |
| 3  | HV | Việt Nam   | Nguyễn Thanh Bình          |
| 4  | HV | Việt Nam   | Bùi Tiến Dũng (Đội trưởng) |
| 6  | TV | Việt Nam   | Nguyễn Công Phương         |
| 7  | TV | Uzbekistan | Jahongir Abdumominov       |
| 8  | TV | Việt Nam   | Nguyễn Hữu Thắng           |
| 9  | TV | Việt Nam   | Trần Ngọc Sơn              |
| 11 | TV | Việt Nam   | Khuất Văn Khang            |
| 12 | HV | Việt Nam   | Phan Tuấn Tài              |
| 15 | HV | Việt Nam   | Nguyễn Xuân Kiên           |
| 16 | TV | Việt Nam   | Nguyễn Huy Hùng            |
| 17 | TV | Việt Nam   | Nguyễn Đức Hoàng Minh      |
| 20 | HV | Việt Nam   | Cao Trần Hoàng Hùng        |

| Số | VT | Quốc gia | Cầu thủ                  |
| -- | -- | -------- | ------------------------ |
| 21 | TV | Việt Nam | Nguyễn Đức Chiến         |
| 22 | TĐ | Việt Nam | Trần Danh Trung          |
| 23 | TĐ | Việt Nam | Nhâm Mạnh Dũng           |
| 25 | TM | Việt Nam | Quàng Thế Tài            |
| 28 | TV | Việt Nam | Nguyễn Hoàng Đức         |
| 34 | TM | Việt Nam | Đinh Tuấn Tài            |
| 36 | TM | Việt Nam | Phạm Văn Phong           |
| 39 | TĐ | Việt Nam | Dương Văn Hào            |
| 66 | HV | Việt Nam | Bùi Quang Khải           |
| 68 | HV | Việt Nam | Nguyễn Hồng Phúc         |
| 77 | TĐ | Việt Nam | Joao Pedro Boeira Duarte |
| 86 | TV | Việt Nam | Trương Tiến Anh          |
| 90 | HV | Việt Nam | Trần Mạnh Cường          |
| 97 | TV | Brasil   | Pedro Henrique           |

## Thống kê
| Đội                          | Cầu thủ mới | Cầu thủ cũ | Không đăng ký |
| ---------------------------- | --- | --- | --- |
| Becamex Bình Dương           | - Bùi Duy Thường - Joseph Onoja - Charles Atshimene - Janclesio Almeida - Nguyễn Hải Huy - Nguyễn Văn Đô - Quế Ngọc Hải - Vũ Tuyên Quang - Huỳnh Tiến Đạt | - A Sân - Coelho Vinicius - Arsene Elogo - Prince Ibara - Nguyễn Thanh Thảo - Nguyễn Trọng Huy - Nguyễn Tuấn Mạnh - Ngô Hồng Phước - Nicholas Olsen - Rimario Gordon - Đoàn Anh Việt - Đặng Thanh Hoàng - Ryan Ha | |
| Công an Hà Nội               | - Trương Văn Thiết - Júnior Fialho - Lê Phạm Thành Long - Nguyễn Như Tuấn - Hồ Văn Cường - Phạm Gia Hưng - Bùi Hoàng Việt Anh - Geovane Magno - Jeferson Elias - Phan Văn Đức - Bùi Ngọc Long (mượn từ Thành phố Hồ Chí Minh)                                                                         | - Sầm Ngọc Đức (cho mượn Thành phố Hồ Chí Minh) - Patrik Lê Giang (cho mượn Thành phố Hồ Chí Minh) - Nguyễn Trọng Long - Nguyễn Hữu Thực - Vũ Hữu Quý - Phan Văn Hiếu - Gustavo Rodrigues - Lê Văn Đô - Raphael Success (cho mượn Sông Lam Nghệ An) - Bùi Tiến Dũng (cho mượn LPBank Hoàng Anh Gia Lai) - Trần Quang Thịnh (cho mượn LPBank Hoàng Anh Gia Lai) - Huỳnh Tấn Tài (cho mượn LPBank Hoàng Anh Gia Lai) | - Vũ Thành Vinh - Nguyễn Hữu Thực - Vũ Hữu Quý - Phùng Viết Trường - Nguyễn Trọng Long - Phan Văn Hiếu - Jhon Cley |
| Đông Á Thanh Hóa             | - Luiz Antonio - Rimario Gordon - Nguyễn Thanh Long - Thái Khắc Huy Hoàng - Vũ Hồng Quân - Y Êli Niê - Đinh Viết Tú - Benjamin Van Meurs - Nguyễn Thanh Thắng | - Bruno Cantanhede - Lê Văn Thắng - Lê Xuân Hùng - Lương Bá Sơn - Nguyễn Hữu Dũng - Nguyễn Minh Tùng - Paulo Conrado - Trần Văn Hoà - Vũ Xuân Cường - Đàm Tiến Dũng | |
| Hà Nội                       | - Phạm Xuân Mạnh - Nguyễn Văn Hoàng - Joel Tagueu - Trần Văn Thắng - Vũ Đình Hai - Đào Văn Nam - Denílson Pereira Júnior - Tim Hall - Ewerton - Nguyễn Bá Minh Hiếu - Ryan Ha | - Bùi Tấn Trường - Bùi Hoàng Việt Anh - Brandon Wilson - Lê Xuân Tú (cho mượn Quảng Nam) - Mirlan Murzaev - Mạch Ngọc Hà (cho mượn Quảng Nam - Nguyễn Văn Vĩ - Phạm Thành Lương (giải nghệ) - Trần Văn Kiên - Trần Văn Đạt - Vũ Minh Tuấn - Vũ Văn Sơn (cho mượn Quảng Nam) - Marcão Silva - Caion - Damien Le Tallec - Milan Jevtović                                                                             | - Nguyễn Trung Thành                                                                                               |
| Hải Phòng                    | - A Sân - Arsene Elogo - Nguyễn Nhật Minh - Nguyễn Thành Đồng - Nguyễn Trọng Đại - Nguyễn Văn Minh - Trần Hữu Đăng - Đàm Tiến Dũng - Lê Tiến Anh | - Lương Xuân Trường (Cho mượn Hồng Lĩnh Hà Tĩnh) - Lê Trung Hiếu - Nguyễn Hải Huy - Nguyễn Kiên Quyết - Nguyễn Như Đức Anh - Nguyễn Trọng Hiếu - Nguyễn Đình Tùng - Yuri Mamute - Trịnh Hoa Hùng - Benjamin Van Meurs | |
| LPBank Hoàng Anh Gia Lai     | - Gabriel Ferreira - João Veras - Jairo Rodrigues - Huỳnh Tấn Tài (mượn từ Công an Hà Nội) - Trần Quang Thịnh (mượn từ Công an Hà Nội) - Bùi Tiến Dũng (mượn từ Công an Hà Nội) | - Trần Đình Bảo - Washington Brandão - Paollo Madeira (Đã mất) - Papé Diakité - Jhon Cley - Martin Dzilah | |
| Hồng Lĩnh Hà Tĩnh            | - Bruno Ramires - Trần Văn Bửu - Hồ Sỹ Sâm - Trần Đình Tiến - Prince Ibara - Lương Xuân Trường (mượn từ Hải Phòng) - Nguyễn Trọng Hoàng - Viktor Le | - Micheal Gopey Stephen - Trần Văn Công - Đào Văn Nam - Nguyễn Văn Đức - Janclesio Almeida | |
| Khánh Hòa                    | - Douglas Coutinho - Hổ - Bùi Đình Châu - Nguyễn Tuấn Mạnh - Alie Sesay - Watz Leazard - Đinh Văn Trường - Nguyễn Hoàng Quốc Chí - Nguyễn Văn Hiệp - Nguyễn Văn Sang - Hứa Quốc Thắng | - Mamadou Guirassy - Phạm Trùm Tỉnh - Ryan Ha - Trương Quốc Minh - Yago Ramos - Jairo Rodrigues - Nguyễn Hữu Khôi - Võ Út Cường - Huỳnh Nhật Tân - Trần Thế Kiệt - Trần Lê Duy - Lê Tiến Anh - Nguyễn Minh Huy - Nguyễn Văn Thạnh - Nguyễn Văn Việt - Lê Văn Trường - Nguyễn Văn Ngọ - Cao Văn Khánh - Đoàn Công Thành                                                                                             | |
| Quảng Nam                    | - Paulo Conrado - Stephen Eze - Yago Ramos - Nguyễn Văn Công - Trương Quốc Minh - Lê Hải Đức - Phù Trung Phong - Phan Thanh Hậu - Nguyễn Tăng Tiến - Nguyễn Tiến Duy - Nguyễn Đình Mạnh - Vũ Văn Sơn (mượn từ Hà Nội) - Lê Xuân Tú (mượn từ Hà Nội) - Mạch Ngọc Hà (mượn từ Hà Nội) - Hoàng Vũ Samson | - Trần Hữu Đông Triều (giải nghệ) - Trần Văn Tâm - Nguyễn Văn Đô - Lê Văn Hùng - Bùi Văn Hiếu - Trần Văn Bửu - Trần Thành - Trần Đức Trung - Pierre Lamothe | |
| MerryLand Quy Nhơn Bình Định | - Alan Sebastião - Viktor Le - Nguyễn Văn Đức - Huỳnh Tuấn Linh - Trịnh Đức Lợi - Nguyễn Hùng Thiện Đức - Léo Artur - Vũ Minh Tuấn - Vũ Xuân Cường - Phạm Minh Nghĩa | - Huỳnh Tiến Đạt - Viktor Le - Rafaelson - Jermie Dwayne Lynch - Lê Ngọc Bảo (cho mượn Thép Xanh Nam Định) - Đỗ Thanh Thịnh (cho mượn Thép Xanh Nam Định) - Lý Công Hoàng Anh - Nguyễn Tiến Duy - João Mário | |
| Sông Lam Nghệ An             | - Mario Zebić - Raphael Success (mượn từ Công an Hà Nội) - Lê Đình Long Vũ - Phan Văn Thành - Phan Bá Quyền - Lê Nguyên Hoàng - Đặng Quang Tú - Cao Văn Bình - Nguyễn Quang Vinh - Ngô Văn Bách | - Bùi Đình Châu - Hồ Phúc Tịnh - Trần Văn Bửu - Hồ Sỹ Sâm - Trần Đình Tiến - Quế Ngọc Hải - Phạm Xuân Mạnh - Nguyễn Văn Hoàng - Vytas Gašpuitis - Jordy Soladio - Nguyễn Trọng Hoàng - Hồ Văn Cường (cho mượn Công an Hà Nội) | |
| Thép Xanh Nam Định           | - Lý Công Hoàng Anh - Rafaelson - Lucas Alves - Trần Văn Kiên - Trần Văn Đạt - Trần Văn Công - Đinh Xuân Khải - Đỗ Thanh Thịnh (mượn từ MerryLand Quy Nhơn Bình Định) - Lê Ngọc Bảo (mượn từ MerryLand Quy Nhơn Bình Định)                                                                            | - Andre Luiz - Douglas Coutinho - Hoàng Xuân Tân - Nguyễn Hạ Long - Nguyễn Đình Mạnh - Ngô Hoàng Thịnh - Phan Thế Hưng - Phạm Minh Nghĩa - Trần Mạnh Hùng - Đinh Văn Trường - Đinh Viết Tú | - Trần Đăng Đức Anh - Nguyễn Ngọc Thắng                                                                            |
| Thành phố Hồ Chí Minh        | - Patrik Lê Giang (mượn từ Công an Hà Nội) - Sầm Ngọc Đức (mượn từ Công an Hà Nội) - Nguyễn Thanh Thảo - Check Timité - Nguyễn Hạ Long - Nguyễn Minh Tùng - Phan Nhật Thanh Long - Santiago Patiño | - Bùi Ngọc Long (cho mượn Công an Hà Nội) - Wander Luiz - Paul-Georges Ntep - Victor Mansaray - Daniel Green - Hoàng Vũ Samson - Dương Văn Trung - Nguyễn Tăng Tiến - Nguyễn Thanh Thắng | |
| Thể Công – Viettel           | - Pedro Henrique - João Pedro - Nguyễn Công Phương - Đặng Tuấn Phong | - Bùi Duy Thường - Jeferson Elias - Trương Văn Thiết - Trần Hoàng Sơn - Đoàn Huy Hoàng (cho mượn Trường Tươi Bình Phước) | - Bruno Cantanhede - Mohamed Essam                                                                                 |

## Chuyển nhượng

### Giai đoạn 1
| Ngày              | Cầu thủ               | Chuyển từ              | Chuyển đến                   |
| ----------------- | --------------------- | ---------------------- | ---------------------------- |
| 1 tháng 9, 2023   | Nguyễn Văn Hoàng      | Sông Lam Nghệ An       | Hà Nội                       |
| 1 tháng 9, 2023   | Phạm Xuân Mạnh        | Sông Lam Nghệ An       | Hà Nội (mượn)                |
| 1 tháng 9, 2023   | Trần Văn Công         | Hồng Lĩnh Hà Tĩnh      | Thép Xanh Nam Định           |
| 1 tháng 9, 2023   | Rafaelson             | Quy Nhơn Bình Định     | Thép Xanh Nam Định           |
| 1 tháng 9, 2023   | Trịnh Đức Lợi         | Công an Hà Nội         | Quy Nhơn Bình Định (mượn)    |
| 1 tháng 9, 2023   | A Sân                 | Becamex Bình Dương     | Hải Phòng                    |
| 1 tháng 9, 2023   | Đàm Tiến Dũng         | Đông Á Thanh Hóa       | Hải Phòng                    |
| 1 tháng 9, 2023   | Nguyễn Trọng Đại      | Cầu thủ tự do          | Hải Phòng                    |
| 1 tháng 9, 2023   | Lucão do Break        | SHB Đà Nẵng            | Hải Phòng                    |
| 1 tháng 9, 2023   | Phan Đình Vũ Hải      | Long An                | Hoàng Anh Gia Lai            |
| 1 tháng 9, 2023   | Nguyễn Kiên Quyết     | Hải Phòng              | Hoàng Anh Gia Lai            |
| 1 tháng 9, 2023   | Nguyễn Hạ Long        | Thép Xanh Nam Định     | Thành phố Hồ Chí Minh        |
| 1 tháng 9, 2023   | Nguyễn Thanh Khôi     | Nutifood-JMG           | Thành phố Hồ Chí Minh (mượn) |
| 1 tháng 9, 2023   | Võ Hữu Việt Hoàng     | Nutifood-JMG           | Thành phố Hồ Chí Minh (mượn) |
| 1 tháng 9, 2023   | Hoàng Vĩnh Nguyên     | Nutifood-JMG           | Thành phố Hồ Chí Minh (mượn) |
| 1 tháng 9, 2023   | Nguyễn Văn Công       | Hà Nội                 | Quảng Nam                    |
| 1 tháng 9, 2023   | Lê Hải Đức            | Phú Thọ                | Quảng Nam                    |
| 1 tháng 9, 2023   | Phù Trung Phong       | Trường Tươi Bình Phước | Quảng Nam                    |
| 1 tháng 9, 2023   | Yago Ramos            | Khánh Hòa              | Quảng Nam                    |
| 1 tháng 9, 2023   | Nguyễn Anh Tuấn       | Bà Rịa – Vũng Tàu      | Công an Hà Nội               |
| 5 tháng 9, 2023   | Brandon Wilson        | SHB Đà Nẵng            | Hà Nội                       |
| 5 tháng 9, 2023   | Lê Tiến Anh           | Khánh Hòa              | Đông Á Thanh Hóa             |
| 6 tháng 9, 2023   | Nguyễn Thanh Long     | Becamex Bình Dương     | Đông Á Thanh Hóa             |
| 6 tháng 9, 2023   | Đinh Viết Tú          | Thép Xanh Nam Định     | Đông Á Thanh Hóa             |
| 6 tháng 9, 2023   | Luiz Antônio          | Cầu thủ tự do          | Đông Á Thanh Hóa             |
| 6 tháng 9, 2023   | Phạm Trùm Tỉnh        | Khánh Hòa              | Đông Á Thanh Hóa             |
| 8 tháng 9, 2023   | Damien Le Tallec      | Cầu thủ tự do          | Hà Nội                       |
| 8 tháng 9, 2023   | Bùi Hoàng Việt Anh    | Hà Nội                 | Công an Hà Nội               |
| 9 tháng 9, 2023   | Mario Zebic           | Cầu thủ tự do          | Sông Lam Nghệ An             |
| 11 tháng 9, 2023  | Đào Văn Nam           | Hồng Lĩnh Hà Tĩnh      | Hà Nội                       |
| 11 tháng 9, 2023  | Joel Tagueu           | C.S. Marítimo          | Hà Nội                       |
| 11 tháng 9, 2023  | Nguyễn Văn Đức        | Hồng Lĩnh Hà Tĩnh      | Quy Nhơn Bình Định           |
| 12 tháng 9, 2023  | Nguyễn Văn Nhuần      | Long An                | Hồng Lĩnh Hà Tĩnh            |
| 12 tháng 9, 2023  | Hồ Sỹ Sâm             | Sông Lam Nghệ An       | Hồng Lĩnh Hà Tĩnh            |
| 12 tháng 9, 2023  | Trần Đình Tiến        | Sông Lam Nghệ An       | Hồng Lĩnh Hà Tĩnh            |
| 12 tháng 9, 2023  | Trần Văn Bửu          | Quảng Nam              | Hồng Lĩnh Hà Tĩnh            |
| 12 tháng 9, 2023  | Micheal Gopey Stephen | TP Mazembe             | Hồng Lĩnh Hà Tĩnh            |
| 15 tháng 9, 2023  | Nguyễn Thanh Thảo     | Becamex Bình Dương     | Thành phố Hồ Chí Minh        |
| 15 tháng 9, 2023  | Phan Thanh Hậu        | Phù Đổng Ninh Bình     | Quảng Nam                    |
| 17 tháng 9, 2023  | Nguyễn Minh Tùng      | Đông Á Thanh Hóa       | Thành phố Hồ Chí Minh        |
| 17 tháng 9, 2023  | Vũ Văn Sơn            | Hà Nội                 | Quảng Nam (mượn)             |
| 17 tháng 9, 2023  | Mạch Ngọc Hà          | Hà Nội                 | Quảng Nam (mượn)             |
| 17 tháng 9, 2023  | Lê Xuân Tú            | Hà Nội                 | Quảng Nam (mượn)             |
| 18 tháng 9, 2023  | Bruno Ramires         | Cầu thủ tự do          | Hồng Lĩnh Hà Tĩnh            |
| 19 tháng 9, 2023  | Lê Phạm Thành Long    | Đông Á Thanh Hóa       | Công an Hà Nội               |
| 19 tháng 9, 2023  | Rimario Gordon        | Becamex Bình Dương     | Đông Á Thanh Hóa             |
| 19 tháng 9, 2023  | Lâm Anh Quang         | SHB Đà Nẵng            | Hồng Lĩnh Hà Tĩnh            |
| 20 tháng 9, 2023  | Nguyễn Văn Vĩ         | Hà Nội                 | Thép Xanh Nam Định           |
| 20 tháng 9, 2023  | Trần Văn Kiên         | Hà Nội                 | Thép Xanh Nam Định           |
| 20 tháng 9, 2023  | Trần Văn Đạt          | Hà Nội                 | Thép Xanh Nam Định           |
| 20 tháng 9, 2023  | Lý Công Hoàng Anh     | Quy Nhơn Bình Định     | Thép Xanh Nam Định           |
| 20 tháng 9, 2023  | Nguyễn Văn Anh        | Hoàng Anh Gia Lai      | Thép Xanh Nam Định           |
| 20 tháng 9, 2023  | Nguyễn Văn Toàn       | Seoul E-Land           | Thép Xanh Nam Định           |
| 20 tháng 9, 2023  | Patrik Le Giang       | Công an Hà Nội         | Thành phố Hồ Chí Minh (mượn) |
| 21 tháng 9, 2023  | Y Êli Niê             | Đắk Lắk                | Đông Á Thanh Hóa             |
| 22 tháng 9, 2023  | Jairo Rodrigues       | Khánh Hòa              | Hoàng Anh Gia Lai            |
| 22 tháng 9, 2023  | Vũ Tuyên Quang        | Hòa Bình               | Becamex Bình Dương           |
| 22 tháng 9, 2023  | Prince Ibara          | Cầu thủ tự do          | Becamex Bình Dương           |
| 23 tháng 9, 2023  | Nguyễn Hải Huy        | Hải Phòng              | Becamex Bình Dương           |
| 23 tháng 9, 2023  | Nguyễn Văn Đô         | Bình Thuận             | Becamex Bình Dương           |
| 24 tháng 9, 2023  | Quế Ngọc Hải          | Sông Lam Nghệ An       | Becamex Bình Dương           |
| 25 tháng 9, 2023  | Trần Đình Bảo         | Hoàng Anh Gia Lai      | Đông Á Thanh Hóa             |
| 25 tháng 9, 2023  | Thái Khắc Huy Hoàng   | Hà Nội                 | Đông Á Thanh Hóa             |
| 25 tháng 9, 2023  | Sầm Ngọc Đức          | Công an Hà Nội         | Thành phố Hồ Chí Minh (mượn) |
| 26 tháng 9, 2023  | Geovane Magno         | Viettel                | Công an Hà Nội               |
| 26 tháng 9, 2023  | Vũ Minh Tuấn          | Hà Nội                 | Quy Nhơn Bình Định           |
| 26 tháng 9, 2023  | Ryan Ha               | Khánh Hòa              | Becamex Bình Dương           |
| 26 tháng 9, 2023  | Paul-Georges Ntep     | Cầu thủ tự do          | Thành phố Hồ Chí Minh        |
| 27 tháng 9, 2023  | Bruno Cantanhede      | Đông Á Thanh Hóa       | Viettel                      |
| 27 tháng 9, 2023  | Janclesio Almeida     | Hồng Lĩnh Hà Tĩnh      | Becamex Bình Dương           |
| 27 tháng 9, 2023  | Hoàng Vũ Samson       | Thành phố Hồ Chí Minh  | Quảng Nam                    |
| 30 tháng 9, 2023  | Cheick Timite         | Cầu thủ tự do          | Thành phố Hồ Chí Minh        |
| 1 tháng 10, 2023  | Junior Fialho         | Retro                  | Công an Hà Nội               |
| 1 tháng 10, 2023  | Vũ Hồng Quân          | Hòa Bình               | Đông Á Thanh Hóa             |
| 1 tháng 10, 2023  | Martin Dzilah         | Cầu thủ tự do          | Hoàng Anh Gia Lai            |
| 1 tháng 10, 2023  | Nguyễn Tăng Tiến      | Thành phố Hồ Chí Minh  | Quảng Nam                    |
| 1 tháng 10, 2023  | Nguyễn Tiến Duy       | Quy Nhơn Bình Định     | Quảng Nam                    |
| 6 tháng 10, 2023  | Võ Nguyên Hoàng       | PVF                    | Đông Á Thanh Hóa             |
| 6 tháng 10, 2023  | Stephen Eze           | Cầu thủ tự do          | Quảng Nam                    |
| 7 tháng 10, 2023  | Leo Artur             | Figueirense            | Quy Nhơn Bình Định           |
| 7 tháng 10, 2023  | Alan Grafite          | Vila Nova              | Quy Nhơn Bình Định           |
| 8 tháng 10, 2023  | Phạm Minh Nghĩa       | Thép Xanh Nam Định     | Quy Nhơn Bình Định           |
| 8 tháng 10, 2023  | Vũ Xuân Cường         | Đông Á Thanh Hóa       | Quy Nhơn Bình Định           |
| 8 tháng 10, 2023  | Bùi Duy Thường        | Viettel                | Becamex Bình Dương           |
| 9 tháng 10, 2023  | Ngô Hồng Phước        | Becamex Bình Dương     | Quy Nhơn Bình Định           |
| 9 tháng 10, 2023  | Võ Minh Trọng         | Đồng Tháp              | Becamex Bình Dương           |
| 9 tháng 10, 2023  | Arsene Elogo          | Le Puy Foot            | Becamex Bình Dương           |
| 10 tháng 10, 2023 | Pierre Lamothe        | Pacific FC             | Quảng Nam (mượn)             |
| 10 tháng 10, 2023 | Paulo Conrado         | Đông Á Thanh Hóa       | Quảng Nam                    |
| 14 tháng 10, 2023 | Tô Văn Vũ             | Công an Hà Nội         | Thép Xanh Nam Định           |
| 14 tháng 10, 2023 | Hồ Văn Cường          | Sông Lam Nghệ An       | Công an Hà Nội               |
| 02 tháng 11, 2023 | Jeferson Elias        | Viettel                | Công an Hà Nội               |
| 02 tháng 11, 2023 | Deni Júnior           | Avaí FC                | Hà Nội                       |
| 03 tháng 11, 2023 | Jhon Cley             | Công an Hà Nội         | Hoàng Anh Gia Lai (mượn)     |
| 03 tháng 11, 2023 | Raphael Success       | Công an Hà Nội         | Sông Lam Nghệ An (mượn)      |

### Giai đoạn 2
| Ngày             | Cầu thủ               | Chuyển từ                    | Chuyển đến                   |  |
| ---------------- | --------------------- | ---------------------------- | ---------------------------- |  |
| 7 tháng 2, 2024  | Lucas Alves           | Dinamo București             | Thép Xanh Nam Định           |  |
| 16 tháng 2, 2024 | Nguyễn Thanh Thắng    | Thành phố Hồ Chí Minh        | Đông Á Thanh Hóa             |  |
| 25 tháng 2, 2024 | Gabriel Dias          | Cầu thủ tự do                | LPBank Hoàng Anh Gia Lai     |  |
| 25 tháng 2, 2024 | João Veras            | Botafogo Futebol Clube       | LPBank Hoàng Anh Gia Lai     |  |
| 26 tháng 2, 2024 | Wander Luiz           | Chanthaburi                  | Thành phố Hồ Chí Minh        |  |
| 26 tháng 2, 2024 | Bùi Tiến Dũng         | Công an Hà Nội               | LPBank Hoàng Anh Gia Lai     |  |
| 26 tháng 2, 2024 | Huỳnh Tấn Tài         | Công an Hà Nội               | LPBank Hoàng Anh Gia Lai     |  |
| 26 tháng 2, 2024 | Trần Quang Thịnh      | Công an Hà Nội               | LPBank Hoàng Anh Gia Lai     |  |
| 27 tháng 2, 2024 | Viktor Le             | MerryLand Quy Nhơn Bình Định | Hồng Lĩnh Hà Tĩnh            |  |
| 27 tháng 2, 2024 | Prince Ibara          | Becamex Bình Dương           | Hồng Lĩnh Hà Tĩnh            |  |
| 27 tháng 2, 2024 | Ryan Ha               | Becamex Bình Dương           | Hà Nội                       |  |
| 27 tháng 2, 2024 | Huỳnh Tuấn Linh       | LPBank Hoàng Anh Gia Lai     | MerryLand Quy Nhơn Bình Định |  |
| 28 tháng 2, 2024 | Joseph Onoja          | Rivers United                | Becamex Bình Dương           |  |
| 28 tháng 2, 2024 | Charles Atshimene     | KF Bylis                     | Becamex Bình Dương           |  |
| 28 tháng 2, 2024 | João Mário            | Cầu thủ tự do                | MerryLand Quy Nhơn Bình Định |  |
| 1 tháng 3, 2024  | Ben van Meurs         | Cầu thủ tự do                | Đông Á Thanh Hóa             |  |
| 1 tháng 3, 2024  | Trần Như Tân          | Đắk Lắk                      | Đông Á Thanh Hóa             |  |
| 2 tháng 3, 2024  | Lương Xuân Trường     | Hải Phòng                    | Hồng Lĩnh Hà Tĩnh            |  |
| 2 tháng 3, 2024  | Nguyễn Trọng Hoàng    | Sông Lam Nghệ An             | Hồng Lĩnh Hà Tĩnh            |  |
| 3 tháng 3, 2024  | Arsène Elogo          | Becamex Bình Dương           | Hải Phòng                    |  |
| 3 tháng 3, 2024  | Huỳnh Tiến Đạt        | MerryLand Quy Nhơn Bình Định | Becamex Bình Dương           |  |
| 4 tháng 3, 2024  | Cyrus Tran            | Albion SD                    | Becamex Bình Dương           |  |
| 5 tháng 3, 2024  | Douglas Coutinho      | Thép Xanh Nam Định           | Khánh Hòa                    |  |
| 7 tháng 3, 2024  | Tim Hall              | Ujpest                       | Hà Nội                       |  |
| 8 tháng 3, 2024  | Pedro Henrique        | São Francisco                | Viettel                      |  |
| 9 tháng 3, 2024  | Nguyễn Đình Bắc       | Quảng Nam                    | Hà Nội                       |  |
| 11 tháng 3, 2024 | Ewerton               | Portimonense                 | Hà Nội                       |  |
| 11 tháng 3, 2024 | Nguyễn Tuấn Anh       | LPBank Hoàng Anh Gia Lai     | Thép Xanh Nam Định           |  |
| 14 tháng 3, 2024 | Nguyễn Đình Bắc       | Hà Nội                       | Quảng Nam                    |  |
| 15 tháng 3, 2024 | Lê Ngọc Bảo           | MerryLand Quy Nhơn Bình Định | Thép Xanh Nam Định (mượn)    |  |
| 15 tháng 3, 2024 | Đỗ Thanh Thịnh        | MerryLand Quy Nhơn Bình Định | Thép Xanh Nam Định (mượn)    |  |
| 18 tháng 3, 2024 | Santiago Patiño       | San Antonio FC               | Thành phố Hồ Chí Minh        |  |
| 22 tháng 3, 2024 | Joao Pedro            | Guarany Bagé                 | Viettel                      |  |
| 24 tháng 3, 2024 | Bùi Ngọc Long         | Thành phố Hồ Chí Minh        | Công an Hà Nội (mượn)        |  |
| 24 tháng 3, 2024 | Nguyễn Hùng Thiện Đức | Cầu thủ tự do                | MerryLand Quy Nhơn Bình Định |  |
| 26 tháng 3, 2024 | Phan Nhật Thanh Long  | Bà Rịa – Vũng Tàu            | Thành phố Hồ Chí Minh        |  |
| 28 tháng 3, 2024 | Trần Tấn Lộc          | PVF–CAND                     | Công an Hà Nội (mượn)        |  |
| 29 tháng 3, 2024 | Truong Quoc Minh      | Khánh Hòa                    | Quảng Nam                    |  |
| 29 tháng 3, 2024 | Nguyễn Đình Mạnh      | Thép Xanh Nam Định           | Quảng Nam                    |  |
| 29 tháng 3, 2024 | Nguyễn Hữu Thực       | Phù Đổng Ninh Bình           | Công an Hà Nội               |  |
| 29 tháng 3, 2024 | Phan Văn Hiếu         | Phù Đổng Ninh Bình           | Công an Hà Nội               |  |